# Boissière
Boissière – stacja linii nr 6 metra w Paryżu. Stacja znajduje się w 16. dzielnicy Paryża. Została otwarta 6 października 1942 r.